# Hallam (Nebraska)
Hallam – wieś w Stanach Zjednoczonych, w stanie Nebraska, w hrabstwie Lancaster.